# Angster József (orgonakészítő, 1834–1918)
Angster József (Kácsfalu, 1834. július 7. – Pécs, 1918. június 9.) magyar orgonakészítő mester és dinasztiaalapító. Európa egyik legnevesebb és Közép-Európa egyik legkeresettebb orgonagyártója, a magyar iparművészet kimagasló alakja.

## Élete

### Származása
Kácsfalun (ma Jagodnjak, Horvátország) született, német telepes családban: német bevándorlók közül emelkedett az egyik legnevezetesebb magyarrá. Nagyapja öt testvérével és József apjával az alsó-ausztriai Michelstätten faluból költözött Magyarországra az 1790-es években. Angster József német nyelven írt naplóját idős korában fordította magyar nyelvre, gyermekei kérésére, ezt jegyezve az elejére: „Mint magyar: gyermek vagyok, mint író: iskolázatlan öreg.”

### Tanulmányai
Eszéken volt asztalossegéd. Kétszer indult vándorútra. Először Temesváron, Német-Bogsánban és Oravicában dolgozott. Másodjára Bécsben, Titz műhelyében tanulta az orgonakészítést, majd 1861-ben Drezdában, Lipcsében és Kölnben. 1863 és 1866 között a párizsi Aristide Cavaillé-Collnál tanult, ahol a Cologny-kastély, a Notre-Dame és a Sainte-Trinité templom orgonáinak felépítésében segédkezett. Bár unszolták, hogy maradjon, hazagyalogolt.

### Munkája, élete és halála
1866-ban Pécsett telepedett le, és megalapította orgonakészítő cégét az Angster orgona- és harmóniumgyárat.
Első hazai megrendelését az új pécsi zsinagógától kapta: Pécsett műhelyt alapított és 1869. március 21-ére készült el az orgonával, amely mindjárt megalapozta hírnevét. A következő évtizedekben sorban kapta a megrendeléseket, az ország és a régió országainak számtalan pontján. Angster még Olaszországban is épített orgonát. A családi történet szerint az alapító és családja minden délben együtt ült egy hosszú asztal mellé az alkalmazottal, és még a kisinast is az Angster-lányok szolgálták ki. 1887-ben a pécsi székesegyház orgonáját készítette, amely a 100. alkotása volt.
Mélyen vallásos katolikus volt. A pápa a Szent Gergely Rend lovagkeresztjével tüntette ki. Haláláig a pécsi legényegylet elnöke volt. Tüdőgyulladásban hunyt el, a halál szőlőjében érte. „Apám, Angster Emil idézte fel az utolsó órákat a szőlőben. Magas lázában égi zenéről beszélt, és ezekkel a szavakkal távozott” – írta unokája, az azonos nevű Angster József.

### A dinasztia
Az orgonagyár vezetését 1903-tól Angster Emil és Oszkár vette át. A harmadik vezetőgeneráció, 1940-től az 1949-es államosításig Angster József (1917. január 2. – 2012. március 14.) és unokatestvére, Angster Imre voltak, akiknek idejében megalapították az Angster József és Fia Orgona- és Harmóniumgyár Rt. rákospalotai fióküzemét, mely 1942-1950-ig működött, és bár orgonát itt nem gyártottak, jó alapja lett volna egy, a fővárosi piacot kiszolgáló gyáregység létrehozásának. Emellett több technikai újítást vezettek be.
A családot a kommunista hatalomátvételkor meghurcolták, tagjait koncepciós perbe fogták, a gyár értékes fémeit eladták, az orgonakészítést megszüntették.
Az 1949-es államosításig az Angster mintegy 1300 orgonát és 3000 harmóniumot épített. Virágkorában, a 19. század fordulóján jóval több mint száz munkást foglalkoztatott.
Az Angster hagyományait az 1992-ben alapított, az idős Angster József erkölcsi támogatásával létrejött Pécsi Orgonaépítő Manufaktúra Kft. folytatja.

## Fontosabb orgonái
Angster gyárának fontosabb orgonái
- Budapest, terézvárosi római katolikus templom
- Budapest, a Kálvin téri református templom orgonája (1891, 1904)
- Budapest, Szent István-bazilika (1905, Op. 450 a legnagyobb pneumatikus Angster-orgona)
- Budapest, a fasori református templom orgonája (1913)
- Cigánd, református templom
- Debrecen, Kossuth utcai református templom
- Eger, Egri bazilika orgonája (átépítés)
- Hajdúböszörmény, Bocskai téri református templom (1902, Op. 400. a legnagyobb református templomba készült Angster-orgona)
- Hajdúböszörmény, Kálvin téri református templom (1914, Opus 890.)
- Gyönk, református templom, 1910
- Győr, Győri bazilika
- Jászapáti, Kisboldogasszony-templom (1893)
- Jászberény, Főtemplom (1912)
- Kalocsa, Kalocsai székesegyház
- Kolozsvár, Farkas utcai református templom
- Miskolc, Szent Anna-templom (1894)
- Miskolc, Avasi templom (1895)
- Miskolc, „Kakastemplom” (1901)
- Miskolc, Mindszenti templom (1903)
- Miskolc, Zenepalota (1929)
- Pécs, belvárosi római katolikus templom (Op. 80)
- Pécs, Pécsi székesegyház (1887, a 100. Angster-orgona)[8]
- Pécs, Pécsi zsinagóga orgonája (az első Angster-orgona)
- Pécs, Evangélikus templom
- Pécs, Ferences templom (1879)
- Szeged, Szegedi dóm orgonája (a legnagyobb Angster-orgona)
- Szolnok, református templom (1894)
- Valpó, Valpó vára, Prandau-Normann kastély, Szentháromság-kápolna (1876)

## Kötetei
- Az orgona története, lényege és szerkezete; Taizs Ny., Pécs, 1886
- Életrajzom. Egy XIX. századi orgonaépítő naplója; sajtó alá rend., bev., jegyz., Hajdók Judit; Rózsavölgyi, Bp., 2017

## Emlékezete
Emlékezetét az Angster nagyszámú ma is üzemelő hangszerének akkordjai őrzik. Nevét viseli a pécsi 500. számú szakiskola és egy pécsi utca is.
2017-ben megjelent naplója: Életrajzom – Egy XIX. századi orgonaépítő naplója címmel.

## Díjak, elismerések
- Nagy Szent Gergely-rend lovagkeresztje (a pápa adta át, 1918)[1]